# 何宜霖
何宜霖（1991年10月7日—），湖南永州人，中国男中音歌手、歌剧及音乐剧演员，拥有柏林艺术大学歌剧与德奥艺术歌曲双硕士学位。2019年作为演唱成员参加湖南卫视综艺节目《声入人心》第二季。

## 主要经历
何宜霖籍贯湖南永州，六岁时开始学习钢琴，有将近十年的学习经历。十五岁过后，因对古典音乐感到兴趣而改学声乐。2013年，他以优异的成绩从中国音乐学院歌剧系毕业；次年，赴德国柏林艺术大学读研究生，最终成功获得歌剧与德奥艺术歌曲双硕士学位。
2019年6月，以男中音演唱成员身份参加湖南卫视美声偶像男团竞演养成类真人秀节目《声入人心》第二季。随后，与GMI36部分成员首度亮相湖南卫视综艺节目《天天向上》。9月上旬，与GMI36成员徐均朔、郑棋元、方晓东等共同录制《红旗飘飘》歌曲MV；同月22日，受邀出席“森入人心”2019年湖南国际文化旅游节莽山森林音乐会。10月31日，举办“红旗飘飘”首唱会。2020年疫情爆发后，何宜霖开始在国内求职，成为西安歌舞剧院男中音。同年，参演音乐剧《花木兰》。2021年6月，出席第十四届全运会倒计时100天活动，并参与演唱宣传曲《梦想巅峰》。

## 音乐作品
| 发行时间 | 名称                                                   | 语言     | 備註                                                               |
| -------- | ------------------------------------------------------ | -------- | ------------------------------------------------------------------ |
| 2019年   | 《》                                                   | 西班牙语 | 何宜霖《声入人心》试唱曲目                                         |
| 2019年   | 《光鸣岛》（&GMI36其余成员）                           | 国语     | 《声入人心》第二季主题曲                                           |
| 2019年   | 《Ständchen》（&何亮辰）                               | 德语     | 选自歌曲集《天鹅之歌》                                             |
| 2019年   | 《Can't Help Falling in Love》（&何亮辰）              | 英语     |                                                                    |
| 2019年   | 《春之一日》（&何亮辰、戴宸）                          | 国语     |                                                                    |
| 2019年   | 《我到底是谁》（&何亮辰、刘岩）                        | 国语     | 选自音乐剧《我已经不再是我》                                       |
| 2019年   | 《》                                                   | 意大利语 | 选自歌剧《唐璜》                                                   |
| 2019年   | 《没离开过》（&阿拉丁、马佳）                          | 国语     |                                                                    |
| 2019年   | 《Odissea》（&何亮辰、胡浩）                           | 意大利语 |                                                                    |
| 2019年   | 《我相信，于是我坚持》（&刘岩、周奇、扎西顿珠、GMI20） | 国语     | 《声入人心》第二季年度声乐大赏·未登台成员表演曲目 选自音乐剧《蝶》 |

## 综艺节目
| 年份   | 頻道/平台 | 節目名稱           | 備註     |
| ------ | --------- | ------------------ | -------- |
| 2019年 | 湖南卫视  | 《声入人心》第二季 | 演唱成员 |
| 2019年 | 湖南卫视  | 《天天向上》       | 嘉宾     |
| 2019年 | 湖南卫视  | 《神奇的汉字》     | 嘉宾     |